# Filmski pregled
Pregled, često navođen kao "Filmski pregled", bio je filmski žurnal, odnosno dokumentarni filmski mjesečnik, tj. filmske novosti, koje je u Zagrebu od 1946. do 1955. producirao Jadran film kao hrvatsku republičku inačicu saveznih jugoslavenskih Filmskih novosti. Ukupno je prikazano 41 izdanje. Proizvodnja žurnala pokrenuta je nakon što je produkcija Filmskih novosti, koje su 1945. i 1946. naizmjence proizvodile Direkcija za Hrvatsku i Direkcija za Srbiju Filmskog preduzeća DFJ/FNRJ (zagrebački studio realizirao je brojeve 1, 2, 3, 7, 9, 11, 14, 22 i 24), u potpunosti premještena u Beograd.